# Attrition (film)
Attrition è un film direct-to-video statunitense del 2018 diretto da Mathieu Weschler.

## Trama
Perseguitato dal suo passato violento come agente delle forze speciali, Axe emigra in Thailandia e si converte al buddismo. Rinchiuso in un villaggio come agopuntore e praticante di arti marziali, Axe viene un giorno avvicinato da un signor Yuen; Yuen lo supplica di salvare la figlia maggiore, Tara, che è stata rapita da un giro di trafficanti guidato da QMom. Axe alla fine accetta il lavoro e mette insieme una squadra composta da uomo d'affari Chen Man e altri ex agenti Yinying, Infidel, Hollywood e Spaventapasseri. In una sala medica a Mong La, Axe si confronta con il braccio destro di QMom, Black Claw Ma, ma lo mette fuori gioco. Da allora in poi, la squadra di Axe fa irruzione nel nightclub di QMom e Chen Man finisce Black Claw uccidendolo in uno scontro con ascia e spada. Axe salva Tara e uccide QMom con una spada. Il film si conclude con Axe che pronuncia un soliloquio sull'erosione dei valori tradizionali e sulla corruzione delle arti marziali asiatiche.